# Хіджін
Чон Хіджін (кор. 전희진; нар. 19 жовтня 2000, Теджон, Південна Корея), більш відома під мононімом Хіджін (іноді стилізується як ХіДжін) — південнокорейська співачка. Вона є членом жіночої групи Loona, її підрозділу Loona 1/3 та Artms.

## Раннє життя
Чон Хіджін народилася 19 жовтня 2000 року в Теджоні, Південна Корея, вона молодша з трьох дітей у родині, має двох старших сестер. У 2019 році Хіджін закінчила середню школу для дівчат Хансон.

## Кар'єра

### 2016—2022: дебют у Loona та Mix Nine
26 вересня 2016 року Blockberry Creative оголосили, що Хіджін стане першим учасником їх майбутньої жіночої групи Loona. У рамках переддебютної стратегії випуску гурту Хіджін випустила свій однойменний сингл-альбом разом із синглом «Vivid» 5 жовтня.
У листопаді 2016 року Хіджін взяла участь в пісні «I'll Be There» на дебютному сольному альбомі Хьонджін, іншої учасниці групи Loona. Пізніше вони також взяли участь у пісні «The Carol», яка була випущена як частина дебютного сингл-альбому іншої учасниці, Хасиль, у грудні 2016 року. У січні 2017 року Хіджін знову співпрацювала з Хьонджін у пісні «My Sunday», яка була випущена як частина дебютного сольного альбому учасниці Йоджін.
14 лютого 2017 року було оголошено, що Хіджін дебютує в першому підрозділі Loona, Loona 1/3, разом з учасницями Хасиль, Хьонджін і Віві. Згодом вони дебютували 13 березня з мініальбомом Love & Live. У жовтні того ж року Хіджін пройшла прослуховування разом з Хасиль і Хьонджін до реаліті-шоу на виживання Mix Nine. Вона успішно вступила у шоу та продовжувала брати участь до останнього епізоду, де посіла 4 місце серед жінок-учасниць.
30 березня 2018 року Хіджін виконала пісню «Rosy» разом зі своїми колегами по групі Ґо Вон та Хеджу (також відомою під своїм колишнім сценічним псевдонімом Олівія Хе), яка була частиною дебютного сингл-альбому Хеджу. Гурт Loona офіційно дебютував у повному складі (включно з Хіджін) 20 серпня 2018 року, випустивши дебютний мініальбом [+ +].

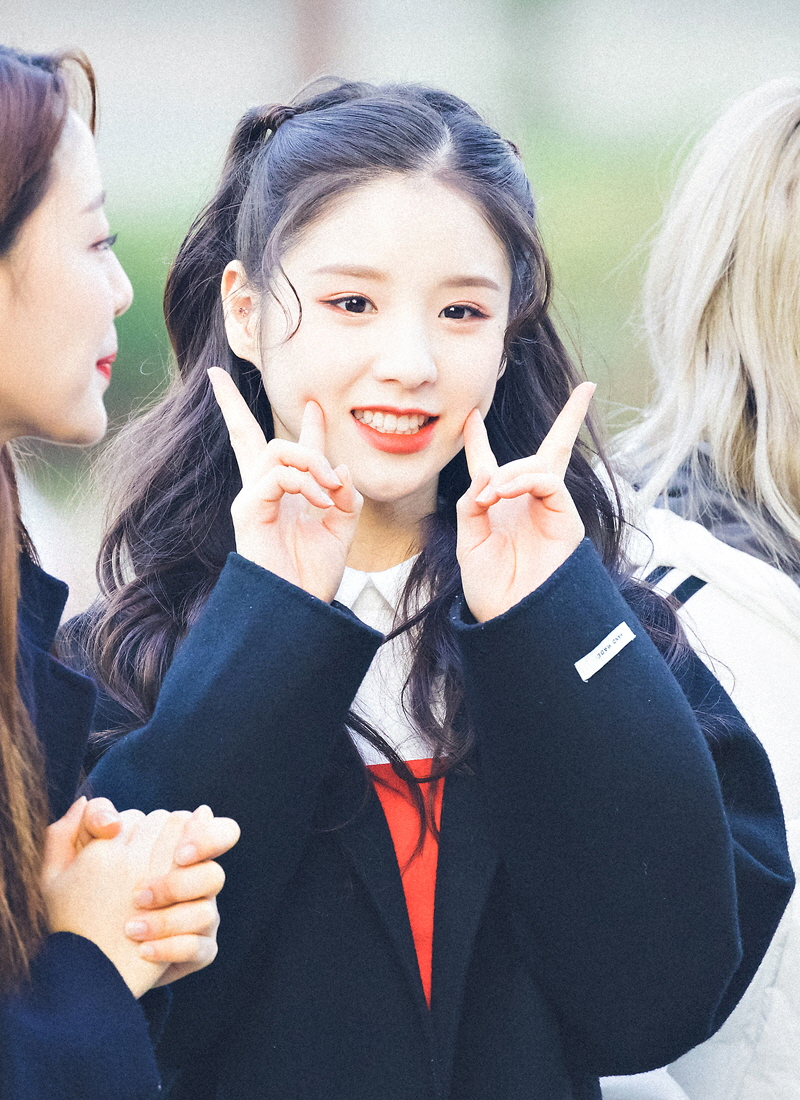
Хіджін у 2018 році

28 листопада 2022 року JTBC Entertainment News повідомило, що дев'ять учасниць Loona, включно з Хіджін, подали судовий позов на призупинення ексклюзивного контракту з Blockberry Creative після виключення учасниці Чу трьома днями раніше.

### 2023—дотепер: приєднання до Modhaus і сольна діяльність
13 січня 2023 року було повідомлено, що Хіджін разом із учасницями іншого підрозділу Loona, Odd Eye Circle, Кім Ліп, Джінсоль і Чхвері розірвали свої контракти з Blockberry Creative. 17 березня 2023 року Хіджін підписала ексклюзивний контракт з Modhaus. 31 жовтня 2023 року відбувся її сольний дебют із мініальбомом K.

## Дискографія

### Мініальбоми
| Назва | Деталі | Пікові позиції у чартах | Продажі                  |
| Назва | Деталі | KOR                     | Продажі                  |
| ----- | --- | ----------------------- | ------------------------ |
| K     | - Реліз: 31 жовтня 2023 - Лейбл: Modhaus - Формат: CD, цифрове завантаження, потокове мультимедіа Список треків 1. «Kehwa» (개화) 2. «Algorithm» 3. «Sad Girls Club» 4. «Video Game» 5. «Nokia» 6. «Addiction» | 14                      | - Південна Корея: 23,712 |

### Сингли
| Назва                                                                        | Рік  | Пікові позиції у чартах | Альбом            |
| Назва                                                                        | Рік  | KOR DL                  | Альбом            |
| ---------------------------------------------------------------------------- | ---- | ----------------------- | ----------------- |
| «Honestly»                                                                   | 2022 | —                       | Сингл без альбому |
| «Algorithm»                                                                  | 2023 | 132                     | K                 |
| «—» позначає реліз, який не потрапив у чарт або не виходив на цій території. |      |                         |                   |

### Саундтреки
| Назва                                                                        | Рік  | Пікові позиції у чартах | Альбом     |
| Назва                                                                        | Рік  | KOR                     | Альбом     |
| ---------------------------------------------------------------------------- | ---- | ----------------------- | ---------- |
| «Masquerade» (з Джінсоль)                                                    | 2022 | —                       | Tracer OST |
| «—» позначає реліз, який не потрапив у чарт або не виходив на цій території. |      |                         |            |

## Фільмографія

### Телешоу
| Рік       | Назва    | Роль         | Нотатки               | Ref.  |
| --------- | -------- | ------------ | --------------------- | ----- |
| 2017–2018 | Mix Nine | Конкурсантка | Посіла четверте місце | [ 9 ] |

## Відеографія

### Музичні відео
| Назва       | Рік  | Режисер(и)                      | Прим.         |
| ----------- | ---- | ------------------------------- | ------------- |
| «Algorithm» | 2023 | Кім Со Нон (KINGS CREATIVE LAB) | [ 20 ] [ 21 ] |